# Херпаі-2 тема (Білий Херпаі)
Те́ма Герпаї-2 — тема в шаховій композиції. Суть теми — в 
кожному з двох тематичних варіантів рішення задачі одночасно включаються чорними дві білі лінійні фігури, але в одному варіанті використовується включення однієї фігури, а в другому варіанті — другої.

## Історія
Цю ідею запропонував угорський шаховий композитор Ференц Герпаї (08.08.1910 — 16.11.1994).
У розв'язку задачі захисти чорних утворюють два тематичних варіанти, у кожному з яких, включаються дві лінійні білі фігури, але мат проходить в першому варіанті лише з використанням включення однієї білої фігури, а в другому варіанті лише з використанням включення другої білої фігури. Антидуальне розділення матів досягається своєрідністю захистів чорних.
Ця ідея дістала назву — тема Герпаї-2, оскільки є ще й інша ідея цього проблеміста — тема Герпаї-1. В деяких друкованих джерелах ця тема іменується — білий Герпаї.
|   | a | b | c | d | e | f | g | h |   |
| 8 | d8 білий ферзь · b7 чорний пішак · e7 білий перевернутий кінь · a6 чорний пішак · e6 чорний пішак · e5 чорний пішак · e4 чорний король · f4 чорний пішак · c3 чорний кінь · d3 чорний пішак · f3 біла тура · a2 чорний пішак · c2 біла тура · f2 чорний кінь · g2 білий король · a1 білий слон | d8 білий ферзь · b7 чорний пішак · e7 білий перевернутий кінь · a6 чорний пішак · e6 чорний пішак · e5 чорний пішак · e4 чорний король · f4 чорний пішак · c3 чорний кінь · d3 чорний пішак · f3 біла тура · a2 чорний пішак · c2 біла тура · f2 чорний кінь · g2 білий король · a1 білий слон | d8 білий ферзь · b7 чорний пішак · e7 білий перевернутий кінь · a6 чорний пішак · e6 чорний пішак · e5 чорний пішак · e4 чорний король · f4 чорний пішак · c3 чорний кінь · d3 чорний пішак · f3 біла тура · a2 чорний пішак · c2 біла тура · f2 чорний кінь · g2 білий король · a1 білий слон | d8 білий ферзь · b7 чорний пішак · e7 білий перевернутий кінь · a6 чорний пішак · e6 чорний пішак · e5 чорний пішак · e4 чорний король · f4 чорний пішак · c3 чорний кінь · d3 чорний пішак · f3 біла тура · a2 чорний пішак · c2 біла тура · f2 чорний кінь · g2 білий король · a1 білий слон | d8 білий ферзь · b7 чорний пішак · e7 білий перевернутий кінь · a6 чорний пішак · e6 чорний пішак · e5 чорний пішак · e4 чорний король · f4 чорний пішак · c3 чорний кінь · d3 чорний пішак · f3 біла тура · a2 чорний пішак · c2 біла тура · f2 чорний кінь · g2 білий король · a1 білий слон | d8 білий ферзь · b7 чорний пішак · e7 білий перевернутий кінь · a6 чорний пішак · e6 чорний пішак · e5 чорний пішак · e4 чорний король · f4 чорний пішак · c3 чорний кінь · d3 чорний пішак · f3 біла тура · a2 чорний пішак · c2 біла тура · f2 чорний кінь · g2 білий король · a1 білий слон | d8 білий ферзь · b7 чорний пішак · e7 білий перевернутий кінь · a6 чорний пішак · e6 чорний пішак · e5 чорний пішак · e4 чорний король · f4 чорний пішак · c3 чорний кінь · d3 чорний пішак · f3 біла тура · a2 чорний пішак · c2 біла тура · f2 чорний кінь · g2 білий король · a1 білий слон | d8 білий ферзь · b7 чорний пішак · e7 білий перевернутий кінь · a6 чорний пішак · e6 чорний пішак · e5 чорний пішак · e4 чорний король · f4 чорний пішак · c3 чорний кінь · d3 чорний пішак · f3 біла тура · a2 чорний пішак · c2 біла тура · f2 чорний кінь · g2 білий король · a1 білий слон | 8 |
| 7 | d8 білий ферзь · b7 чорний пішак · e7 білий перевернутий кінь · a6 чорний пішак · e6 чорний пішак · e5 чорний пішак · e4 чорний король · f4 чорний пішак · c3 чорний кінь · d3 чорний пішак · f3 біла тура · a2 чорний пішак · c2 біла тура · f2 чорний кінь · g2 білий король · a1 білий слон | d8 білий ферзь · b7 чорний пішак · e7 білий перевернутий кінь · a6 чорний пішак · e6 чорний пішак · e5 чорний пішак · e4 чорний король · f4 чорний пішак · c3 чорний кінь · d3 чорний пішак · f3 біла тура · a2 чорний пішак · c2 біла тура · f2 чорний кінь · g2 білий король · a1 білий слон | d8 білий ферзь · b7 чорний пішак · e7 білий перевернутий кінь · a6 чорний пішак · e6 чорний пішак · e5 чорний пішак · e4 чорний король · f4 чорний пішак · c3 чорний кінь · d3 чорний пішак · f3 біла тура · a2 чорний пішак · c2 біла тура · f2 чорний кінь · g2 білий король · a1 білий слон | d8 білий ферзь · b7 чорний пішак · e7 білий перевернутий кінь · a6 чорний пішак · e6 чорний пішак · e5 чорний пішак · e4 чорний король · f4 чорний пішак · c3 чорний кінь · d3 чорний пішак · f3 біла тура · a2 чорний пішак · c2 біла тура · f2 чорний кінь · g2 білий король · a1 білий слон | d8 білий ферзь · b7 чорний пішак · e7 білий перевернутий кінь · a6 чорний пішак · e6 чорний пішак · e5 чорний пішак · e4 чорний король · f4 чорний пішак · c3 чорний кінь · d3 чорний пішак · f3 біла тура · a2 чорний пішак · c2 біла тура · f2 чорний кінь · g2 білий король · a1 білий слон | d8 білий ферзь · b7 чорний пішак · e7 білий перевернутий кінь · a6 чорний пішак · e6 чорний пішак · e5 чорний пішак · e4 чорний король · f4 чорний пішак · c3 чорний кінь · d3 чорний пішак · f3 біла тура · a2 чорний пішак · c2 біла тура · f2 чорний кінь · g2 білий король · a1 білий слон | d8 білий ферзь · b7 чорний пішак · e7 білий перевернутий кінь · a6 чорний пішак · e6 чорний пішак · e5 чорний пішак · e4 чорний король · f4 чорний пішак · c3 чорний кінь · d3 чорний пішак · f3 біла тура · a2 чорний пішак · c2 біла тура · f2 чорний кінь · g2 білий король · a1 білий слон | d8 білий ферзь · b7 чорний пішак · e7 білий перевернутий кінь · a6 чорний пішак · e6 чорний пішак · e5 чорний пішак · e4 чорний король · f4 чорний пішак · c3 чорний кінь · d3 чорний пішак · f3 біла тура · a2 чорний пішак · c2 біла тура · f2 чорний кінь · g2 білий король · a1 білий слон | 7 |
| 6 | d8 білий ферзь · b7 чорний пішак · e7 білий перевернутий кінь · a6 чорний пішак · e6 чорний пішак · e5 чорний пішак · e4 чорний король · f4 чорний пішак · c3 чорний кінь · d3 чорний пішак · f3 біла тура · a2 чорний пішак · c2 біла тура · f2 чорний кінь · g2 білий король · a1 білий слон | d8 білий ферзь · b7 чорний пішак · e7 білий перевернутий кінь · a6 чорний пішак · e6 чорний пішак · e5 чорний пішак · e4 чорний король · f4 чорний пішак · c3 чорний кінь · d3 чорний пішак · f3 біла тура · a2 чорний пішак · c2 біла тура · f2 чорний кінь · g2 білий король · a1 білий слон | d8 білий ферзь · b7 чорний пішак · e7 білий перевернутий кінь · a6 чорний пішак · e6 чорний пішак · e5 чорний пішак · e4 чорний король · f4 чорний пішак · c3 чорний кінь · d3 чорний пішак · f3 біла тура · a2 чорний пішак · c2 біла тура · f2 чорний кінь · g2 білий король · a1 білий слон | d8 білий ферзь · b7 чорний пішак · e7 білий перевернутий кінь · a6 чорний пішак · e6 чорний пішак · e5 чорний пішак · e4 чорний король · f4 чорний пішак · c3 чорний кінь · d3 чорний пішак · f3 біла тура · a2 чорний пішак · c2 біла тура · f2 чорний кінь · g2 білий король · a1 білий слон | d8 білий ферзь · b7 чорний пішак · e7 білий перевернутий кінь · a6 чорний пішак · e6 чорний пішак · e5 чорний пішак · e4 чорний король · f4 чорний пішак · c3 чорний кінь · d3 чорний пішак · f3 біла тура · a2 чорний пішак · c2 біла тура · f2 чорний кінь · g2 білий король · a1 білий слон | d8 білий ферзь · b7 чорний пішак · e7 білий перевернутий кінь · a6 чорний пішак · e6 чорний пішак · e5 чорний пішак · e4 чорний король · f4 чорний пішак · c3 чорний кінь · d3 чорний пішак · f3 біла тура · a2 чорний пішак · c2 біла тура · f2 чорний кінь · g2 білий король · a1 білий слон | d8 білий ферзь · b7 чорний пішак · e7 білий перевернутий кінь · a6 чорний пішак · e6 чорний пішак · e5 чорний пішак · e4 чорний король · f4 чорний пішак · c3 чорний кінь · d3 чорний пішак · f3 біла тура · a2 чорний пішак · c2 біла тура · f2 чорний кінь · g2 білий король · a1 білий слон | d8 білий ферзь · b7 чорний пішак · e7 білий перевернутий кінь · a6 чорний пішак · e6 чорний пішак · e5 чорний пішак · e4 чорний король · f4 чорний пішак · c3 чорний кінь · d3 чорний пішак · f3 біла тура · a2 чорний пішак · c2 біла тура · f2 чорний кінь · g2 білий король · a1 білий слон | 6 |
| 5 | d8 білий ферзь · b7 чорний пішак · e7 білий перевернутий кінь · a6 чорний пішак · e6 чорний пішак · e5 чорний пішак · e4 чорний король · f4 чорний пішак · c3 чорний кінь · d3 чорний пішак · f3 біла тура · a2 чорний пішак · c2 біла тура · f2 чорний кінь · g2 білий король · a1 білий слон | d8 білий ферзь · b7 чорний пішак · e7 білий перевернутий кінь · a6 чорний пішак · e6 чорний пішак · e5 чорний пішак · e4 чорний король · f4 чорний пішак · c3 чорний кінь · d3 чорний пішак · f3 біла тура · a2 чорний пішак · c2 біла тура · f2 чорний кінь · g2 білий король · a1 білий слон | d8 білий ферзь · b7 чорний пішак · e7 білий перевернутий кінь · a6 чорний пішак · e6 чорний пішак · e5 чорний пішак · e4 чорний король · f4 чорний пішак · c3 чорний кінь · d3 чорний пішак · f3 біла тура · a2 чорний пішак · c2 біла тура · f2 чорний кінь · g2 білий король · a1 білий слон | d8 білий ферзь · b7 чорний пішак · e7 білий перевернутий кінь · a6 чорний пішак · e6 чорний пішак · e5 чорний пішак · e4 чорний король · f4 чорний пішак · c3 чорний кінь · d3 чорний пішак · f3 біла тура · a2 чорний пішак · c2 біла тура · f2 чорний кінь · g2 білий король · a1 білий слон | d8 білий ферзь · b7 чорний пішак · e7 білий перевернутий кінь · a6 чорний пішак · e6 чорний пішак · e5 чорний пішак · e4 чорний король · f4 чорний пішак · c3 чорний кінь · d3 чорний пішак · f3 біла тура · a2 чорний пішак · c2 біла тура · f2 чорний кінь · g2 білий король · a1 білий слон | d8 білий ферзь · b7 чорний пішак · e7 білий перевернутий кінь · a6 чорний пішак · e6 чорний пішак · e5 чорний пішак · e4 чорний король · f4 чорний пішак · c3 чорний кінь · d3 чорний пішак · f3 біла тура · a2 чорний пішак · c2 біла тура · f2 чорний кінь · g2 білий король · a1 білий слон | d8 білий ферзь · b7 чорний пішак · e7 білий перевернутий кінь · a6 чорний пішак · e6 чорний пішак · e5 чорний пішак · e4 чорний король · f4 чорний пішак · c3 чорний кінь · d3 чорний пішак · f3 біла тура · a2 чорний пішак · c2 біла тура · f2 чорний кінь · g2 білий король · a1 білий слон | d8 білий ферзь · b7 чорний пішак · e7 білий перевернутий кінь · a6 чорний пішак · e6 чорний пішак · e5 чорний пішак · e4 чорний король · f4 чорний пішак · c3 чорний кінь · d3 чорний пішак · f3 біла тура · a2 чорний пішак · c2 біла тура · f2 чорний кінь · g2 білий король · a1 білий слон | 5 |
| 4 | d8 білий ферзь · b7 чорний пішак · e7 білий перевернутий кінь · a6 чорний пішак · e6 чорний пішак · e5 чорний пішак · e4 чорний король · f4 чорний пішак · c3 чорний кінь · d3 чорний пішак · f3 біла тура · a2 чорний пішак · c2 біла тура · f2 чорний кінь · g2 білий король · a1 білий слон | d8 білий ферзь · b7 чорний пішак · e7 білий перевернутий кінь · a6 чорний пішак · e6 чорний пішак · e5 чорний пішак · e4 чорний король · f4 чорний пішак · c3 чорний кінь · d3 чорний пішак · f3 біла тура · a2 чорний пішак · c2 біла тура · f2 чорний кінь · g2 білий король · a1 білий слон | d8 білий ферзь · b7 чорний пішак · e7 білий перевернутий кінь · a6 чорний пішак · e6 чорний пішак · e5 чорний пішак · e4 чорний король · f4 чорний пішак · c3 чорний кінь · d3 чорний пішак · f3 біла тура · a2 чорний пішак · c2 біла тура · f2 чорний кінь · g2 білий король · a1 білий слон | d8 білий ферзь · b7 чорний пішак · e7 білий перевернутий кінь · a6 чорний пішак · e6 чорний пішак · e5 чорний пішак · e4 чорний король · f4 чорний пішак · c3 чорний кінь · d3 чорний пішак · f3 біла тура · a2 чорний пішак · c2 біла тура · f2 чорний кінь · g2 білий король · a1 білий слон | d8 білий ферзь · b7 чорний пішак · e7 білий перевернутий кінь · a6 чорний пішак · e6 чорний пішак · e5 чорний пішак · e4 чорний король · f4 чорний пішак · c3 чорний кінь · d3 чорний пішак · f3 біла тура · a2 чорний пішак · c2 біла тура · f2 чорний кінь · g2 білий король · a1 білий слон | d8 білий ферзь · b7 чорний пішак · e7 білий перевернутий кінь · a6 чорний пішак · e6 чорний пішак · e5 чорний пішак · e4 чорний король · f4 чорний пішак · c3 чорний кінь · d3 чорний пішак · f3 біла тура · a2 чорний пішак · c2 біла тура · f2 чорний кінь · g2 білий король · a1 білий слон | d8 білий ферзь · b7 чорний пішак · e7 білий перевернутий кінь · a6 чорний пішак · e6 чорний пішак · e5 чорний пішак · e4 чорний король · f4 чорний пішак · c3 чорний кінь · d3 чорний пішак · f3 біла тура · a2 чорний пішак · c2 біла тура · f2 чорний кінь · g2 білий король · a1 білий слон | d8 білий ферзь · b7 чорний пішак · e7 білий перевернутий кінь · a6 чорний пішак · e6 чорний пішак · e5 чорний пішак · e4 чорний король · f4 чорний пішак · c3 чорний кінь · d3 чорний пішак · f3 біла тура · a2 чорний пішак · c2 біла тура · f2 чорний кінь · g2 білий король · a1 білий слон | 4 |
| 3 | d8 білий ферзь · b7 чорний пішак · e7 білий перевернутий кінь · a6 чорний пішак · e6 чорний пішак · e5 чорний пішак · e4 чорний король · f4 чорний пішак · c3 чорний кінь · d3 чорний пішак · f3 біла тура · a2 чорний пішак · c2 біла тура · f2 чорний кінь · g2 білий король · a1 білий слон | d8 білий ферзь · b7 чорний пішак · e7 білий перевернутий кінь · a6 чорний пішак · e6 чорний пішак · e5 чорний пішак · e4 чорний король · f4 чорний пішак · c3 чорний кінь · d3 чорний пішак · f3 біла тура · a2 чорний пішак · c2 біла тура · f2 чорний кінь · g2 білий король · a1 білий слон | d8 білий ферзь · b7 чорний пішак · e7 білий перевернутий кінь · a6 чорний пішак · e6 чорний пішак · e5 чорний пішак · e4 чорний король · f4 чорний пішак · c3 чорний кінь · d3 чорний пішак · f3 біла тура · a2 чорний пішак · c2 біла тура · f2 чорний кінь · g2 білий король · a1 білий слон | d8 білий ферзь · b7 чорний пішак · e7 білий перевернутий кінь · a6 чорний пішак · e6 чорний пішак · e5 чорний пішак · e4 чорний король · f4 чорний пішак · c3 чорний кінь · d3 чорний пішак · f3 біла тура · a2 чорний пішак · c2 біла тура · f2 чорний кінь · g2 білий король · a1 білий слон | d8 білий ферзь · b7 чорний пішак · e7 білий перевернутий кінь · a6 чорний пішак · e6 чорний пішак · e5 чорний пішак · e4 чорний король · f4 чорний пішак · c3 чорний кінь · d3 чорний пішак · f3 біла тура · a2 чорний пішак · c2 біла тура · f2 чорний кінь · g2 білий король · a1 білий слон | d8 білий ферзь · b7 чорний пішак · e7 білий перевернутий кінь · a6 чорний пішак · e6 чорний пішак · e5 чорний пішак · e4 чорний король · f4 чорний пішак · c3 чорний кінь · d3 чорний пішак · f3 біла тура · a2 чорний пішак · c2 біла тура · f2 чорний кінь · g2 білий король · a1 білий слон | d8 білий ферзь · b7 чорний пішак · e7 білий перевернутий кінь · a6 чорний пішак · e6 чорний пішак · e5 чорний пішак · e4 чорний король · f4 чорний пішак · c3 чорний кінь · d3 чорний пішак · f3 біла тура · a2 чорний пішак · c2 біла тура · f2 чорний кінь · g2 білий король · a1 білий слон | d8 білий ферзь · b7 чорний пішак · e7 білий перевернутий кінь · a6 чорний пішак · e6 чорний пішак · e5 чорний пішак · e4 чорний король · f4 чорний пішак · c3 чорний кінь · d3 чорний пішак · f3 біла тура · a2 чорний пішак · c2 біла тура · f2 чорний кінь · g2 білий король · a1 білий слон | 3 |
| 2 | d8 білий ферзь · b7 чорний пішак · e7 білий перевернутий кінь · a6 чорний пішак · e6 чорний пішак · e5 чорний пішак · e4 чорний король · f4 чорний пішак · c3 чорний кінь · d3 чорний пішак · f3 біла тура · a2 чорний пішак · c2 біла тура · f2 чорний кінь · g2 білий король · a1 білий слон | d8 білий ферзь · b7 чорний пішак · e7 білий перевернутий кінь · a6 чорний пішак · e6 чорний пішак · e5 чорний пішак · e4 чорний король · f4 чорний пішак · c3 чорний кінь · d3 чорний пішак · f3 біла тура · a2 чорний пішак · c2 біла тура · f2 чорний кінь · g2 білий король · a1 білий слон | d8 білий ферзь · b7 чорний пішак · e7 білий перевернутий кінь · a6 чорний пішак · e6 чорний пішак · e5 чорний пішак · e4 чорний король · f4 чорний пішак · c3 чорний кінь · d3 чорний пішак · f3 біла тура · a2 чорний пішак · c2 біла тура · f2 чорний кінь · g2 білий король · a1 білий слон | d8 білий ферзь · b7 чорний пішак · e7 білий перевернутий кінь · a6 чорний пішак · e6 чорний пішак · e5 чорний пішак · e4 чорний король · f4 чорний пішак · c3 чорний кінь · d3 чорний пішак · f3 біла тура · a2 чорний пішак · c2 біла тура · f2 чорний кінь · g2 білий король · a1 білий слон | d8 білий ферзь · b7 чорний пішак · e7 білий перевернутий кінь · a6 чорний пішак · e6 чорний пішак · e5 чорний пішак · e4 чорний король · f4 чорний пішак · c3 чорний кінь · d3 чорний пішак · f3 біла тура · a2 чорний пішак · c2 біла тура · f2 чорний кінь · g2 білий король · a1 білий слон | d8 білий ферзь · b7 чорний пішак · e7 білий перевернутий кінь · a6 чорний пішак · e6 чорний пішак · e5 чорний пішак · e4 чорний король · f4 чорний пішак · c3 чорний кінь · d3 чорний пішак · f3 біла тура · a2 чорний пішак · c2 біла тура · f2 чорний кінь · g2 білий король · a1 білий слон | d8 білий ферзь · b7 чорний пішак · e7 білий перевернутий кінь · a6 чорний пішак · e6 чорний пішак · e5 чорний пішак · e4 чорний король · f4 чорний пішак · c3 чорний кінь · d3 чорний пішак · f3 біла тура · a2 чорний пішак · c2 біла тура · f2 чорний кінь · g2 білий король · a1 білий слон | d8 білий ферзь · b7 чорний пішак · e7 білий перевернутий кінь · a6 чорний пішак · e6 чорний пішак · e5 чорний пішак · e4 чорний король · f4 чорний пішак · c3 чорний кінь · d3 чорний пішак · f3 біла тура · a2 чорний пішак · c2 біла тура · f2 чорний кінь · g2 білий король · a1 білий слон | 2 |
| 1 | d8 білий ферзь · b7 чорний пішак · e7 білий перевернутий кінь · a6 чорний пішак · e6 чорний пішак · e5 чорний пішак · e4 чорний король · f4 чорний пішак · c3 чорний кінь · d3 чорний пішак · f3 біла тура · a2 чорний пішак · c2 біла тура · f2 чорний кінь · g2 білий король · a1 білий слон | d8 білий ферзь · b7 чорний пішак · e7 білий перевернутий кінь · a6 чорний пішак · e6 чорний пішак · e5 чорний пішак · e4 чорний король · f4 чорний пішак · c3 чорний кінь · d3 чорний пішак · f3 біла тура · a2 чорний пішак · c2 біла тура · f2 чорний кінь · g2 білий король · a1 білий слон | d8 білий ферзь · b7 чорний пішак · e7 білий перевернутий кінь · a6 чорний пішак · e6 чорний пішак · e5 чорний пішак · e4 чорний король · f4 чорний пішак · c3 чорний кінь · d3 чорний пішак · f3 біла тура · a2 чорний пішак · c2 біла тура · f2 чорний кінь · g2 білий король · a1 білий слон | d8 білий ферзь · b7 чорний пішак · e7 білий перевернутий кінь · a6 чорний пішак · e6 чорний пішак · e5 чорний пішак · e4 чорний король · f4 чорний пішак · c3 чорний кінь · d3 чорний пішак · f3 біла тура · a2 чорний пішак · c2 біла тура · f2 чорний кінь · g2 білий король · a1 білий слон | d8 білий ферзь · b7 чорний пішак · e7 білий перевернутий кінь · a6 чорний пішак · e6 чорний пішак · e5 чорний пішак · e4 чорний король · f4 чорний пішак · c3 чорний кінь · d3 чорний пішак · f3 біла тура · a2 чорний пішак · c2 біла тура · f2 чорний кінь · g2 білий король · a1 білий слон | d8 білий ферзь · b7 чорний пішак · e7 білий перевернутий кінь · a6 чорний пішак · e6 чорний пішак · e5 чорний пішак · e4 чорний король · f4 чорний пішак · c3 чорний кінь · d3 чорний пішак · f3 біла тура · a2 чорний пішак · c2 біла тура · f2 чорний кінь · g2 білий король · a1 білий слон | d8 білий ферзь · b7 чорний пішак · e7 білий перевернутий кінь · a6 чорний пішак · e6 чорний пішак · e5 чорний пішак · e4 чорний король · f4 чорний пішак · c3 чорний кінь · d3 чорний пішак · f3 біла тура · a2 чорний пішак · c2 біла тура · f2 чорний кінь · g2 білий король · a1 білий слон | d8 білий ферзь · b7 чорний пішак · e7 білий перевернутий кінь · a6 чорний пішак · e6 чорний пішак · e5 чорний пішак · e4 чорний король · f4 чорний пішак · c3 чорний кінь · d3 чорний пішак · f3 біла тура · a2 чорний пішак · c2 біла тура · f2 чорний кінь · g2 білий король · a1 білий слон | 1 |
|   | a | b | c | d | e | f | g | h |   |

1. Da5! ~ 2. Db4#
1. ... Sd5 2. Tc4#
1. ... Sb5 2. De1#
1. ... Se2 2. D:e5#